# Елеазар Менахем из Шеха
Рабин Елазар Менахем Мен Шех  ( 19 . Тевет 5559, 1 . јануар 1899  – 16. Хашван 5662, 2 . новембар 2001) био је поглавар јешиве Пониваз и председник Савета старешина Торе Иисра Агудата. а затим Дегел Тора. Од 1970- их водио је ултраправославну литванску јавност у Држави Израел, коју је сматрао „ највећом генерацијом “ .
Тридесетак година, од 1970-их до последњих година, рабин Шех је стајао на месту вође света литванских јешива. Он је био на челу одбора јешиве и оцртао ток литванске јешиве у Израелу, а добрим делом и ван њега. Шефови јешиве би га консултовали о Тори, образовним и личним питањима. Подстицао је оснивање јешива у Израелу и иностранству, у некима је био председник. Такође је био председник многих Тора институција и организација .

## његов религиозни приступ
Рабин Шех је заступао веру засновану на једноставном посматрању Божијих поступака и порицању истраге о питањима вере . Својим студентима је држао предавања о способности да виде Бога у свему на свету. Тако је, на пример, доказао постојање Бога чињеницом да је за управљање електричним уређајем потребна људска акција, а ако јесте, сунце, које је огроман извор енергије, има оператера. Истовремено је и укусно јер не треба веровати осим у ствари у које Тора обавезује да верује. Он је објаснио да верник који прихвати као истину све што му се каже није прави верник већ лаковеран.

### Холокауст у његовом учењу
Према његовом мишљењу , Холокауст је појава која се понавља сваки пут када се испуне греси Израела, од уништења Првог храма, и постоји потреба да се народ казни. Према његовим речима : „Бог је водио један по један рачун, рачун који се протезао стотинама година, све док се није збројио на рачун шест милиона Јевреја, и тако се догодио Холокауст. Овако треба да верује Јевреј, и ако Јеврејин није потпун у овом веровању, он је првенствено отпадник... и ако то не прихватимо као казну, као да не верујемо у Бога, не дај Боже“. Према његовим речима, немогуће је знати зашто је тачно шест милиона Јевреја убијено у последњем холокаусту и зашто је између претходне значајне казне, коју није прецизно дефинисао, и холокауста прошло стотине година. Чак иу будућности може доћи до још једног холокауста, а не зна се да ли ће доћи за „једну или две, или можда десет година  “ . У светлу овога, он је упозорио своје ученике пре Заливског рата да се покају, јер би пре или касније могао доћи до новог холокауста    .

### Ционизам, држава Израел и Алија
Према рабину Шаху, мржња нејевреја према народу Израела је фундаментална чињеница у светској историји која се не може променити. „Две хиљаде година људи су патили од декрета и покоља и од свих народа није пронађен ни један народ који је стао уз народ Израела да им помогне. Понављао је изнова и изнова изреку мудраца „Закон је, знајући да Исав мрзи Јакова “. Зато се, по његовом мишљењу, „не може веровати ниједној нацији, укључујући и Сједињене Америчке Државе, да буде ’ослонац за поломљене трске’“, а успостављање државе није решење за антисемитизам .
Рабин Шех је подстицао људе и групе да емигрирају у Израел, рекавши да је тамошња атмосфера погоднија за превазилажење Торе  . Чак је у интервјуу за амерички лист „ Форвардс “ изјавио: „Ја сам циониста, никада нећу напустити земљу Израел“. Међутим, он је оправдавао постојање јеврејских заједница у дијаспори, на основу тога да постојање Државе Израел није безбедно пред сто милиона Арапа. Према његовим речима, боље је расејати народ Израела међу незнабошцима да би се обезбедио њихов даљи опстанак, а како каже Мудрац, „Свемогући је учинио милостињу народу Израела који га је расејао међу народима“.